# Пам'ятки історії Золочівського району (Харківська область)
У Золочівському районі Харківської області на обліку перебуває 55 пам'яток історії.
| № п/п | Охоронний номер пам’ятки | Місце знаходження, (адреса) пам’ятки           | Найменування пам’ятки | Автор, дослідник пам’ятки.Дата відкриття                                   | Матеріал, з якого виготовлений пам’ятник. Основні розміри | Категорія охорони пам’ятки | Номер і дата рішення державних органів про взяття пам’ятки під охорону | Охоронна зона                                                    |
| ----- | ------------------------ | ---------------------------------------------- | --- | -------------------------------------------------------------------------- | --- | -------------------------- | ---------------------------------------------------------------------- | ---------------------------------------------------------------- |
| 1.    | 922                      | смт Золочів, вул. Богдана Хмельницького        | Могила червоноармійців і Коника Я. Д., першого голови Золочівського волосного комітету Ради робітничих і селянських депутатів. 1919 р.                                           | 1921 р., 1977 р.                                                           | Стела — 10,0×1,5 м. Надгробок — 1,2×0,5 м, граніт | Місцева                    | № 61 від 25.01.72 р.                                                   |                                                                  |
| 2.    | 944                      | смт Золочів, вул. Комсомольська                | Пам'ятник воїнам-землякам, які загинули на фронтах ВВВ. 1941—1945 рр. | Харківська скульптурна фабрика 1967 р., 1990 р.                            | Скульптура — 8,0 м. Постамент — 0,3 м, з/б | -<<-                       | -<<-                                                                   |                                                                  |
| 3.    | 951                      | смт Золочів, вул. Комсомольська                | Пам'ятники. Стрижаку П. Г., Матлаєву О. І., Світличному Т. І., Чалому О. М. — Героям Радянського Союзу. 1941—1945 рр.                                                            | Харківська скульптурна фабрика 1967 р.                                     | Погруддя — 1,0 м. Постамент — 2,0×0,8×0,6 м, з/б, цегла | -<<-                       | -<<-                                                                   |                                                                  |
| 4.    |                          | смт Золочів, вул. Комсомольська, біля СШ № 1   | Пам'ятний знак воїнам-визволителям. 1941—1945 рр. | 2001 р.                                                                    | Самохідна гармата СУ-152 | -<<-                       | Наказ УК ХОДА № 25 від 02.03.05 р.                                     |                                                                  |
| 5.    | 921                      | смт Золочів, пл. Леніна                        | Меморіальний комплекс пам'яті (2002 р.), до якого увійшла братська могила червоноармійців (1919 р.).                                                                             | 1954 р., 1981 р.                                                           | Символічна дзвіниця — 8 м, бронзовий дзвін, стіна з бутового каменю (18×0,8 м) з 5 вмонтованими мармур. меморіал. дошками. У центрі стіни стела з мемор. написом (2×0,8 м) | -<<-                       | № 61 від 25.01.72 р.                                                   |                                                                  |
| 6.    |                          | Наказ УК ХОДА № 25 від 02.03.05 р.             | |                                                                            | |                            |                                                                        |                                                                  |
| 7.    |                          | Наказ УКТ ХОДА № 361 від 28.11.07 р.           | |                                                                            | |                            |                                                                        |                                                                  |
| 8.    |                          |                                                | |                                                                            | |                            |                                                                        |                                                                  |
| 8.    | 1687                     | смт Золочів, парк Шевченка                     | Пам'ятник Шевченку Т. Г. — великому українському поету. 1814—1861 рр. | Харківська скульптурна фабрика 1964 р., 1984 р.                            | Скульптура — 4,0 м, мармурова кришка. Постамент — 1,5 м, цегла, цемент | -<<-                       | -<<-                                                                   |                                                                  |
| 9.    | 925                      | смт Золочів, вул. Щорса                        | Братська могила радянських воїнів. Поховано 215 воїнів. 1941—1943 рр. | 1951 р.                                                                    | Скульптура — 2,5 м, з/б постамент — 2,2×1,3×1,3 м, цегла, цемент | -<<-                       | № 61 від 25.01.72 р.                                                   | 25 м (Наказ управління культури і туризму від 10.09.09 р. № 34)  |
| 10.   | 2131                     | с. Басове Одноробівської с/р                   | Пам'ятний знак Левченку І. — Герою Радянського Союзу. 1943 р. | 1975 р.                                                                    | Обеліск — 3,0 м., постамент — 1,5 м, цегла, цемент | -<<-                       | № 118 від 17.03.86 р.                                                  |                                                                  |
| 11.   | 926                      | с. Велика Рогозянка Великорогозянської с/р     | Братська могила радянських воїнів. Поховано 47 воїнів. 1941 р., 1943 р. | Харківська скульптурна фабрика 1952 р.                                     | Скульптура — 2,5 м, з/б постамент — 3,75 м, цегла, цемент | Місцева                    | № 61 від 25.01.72 р.                                                   | 25 м (Наказ управління культури і туризму від 10.09.09 р. № 234) |
| 12.   | 1683                     | -<<-                                           | Пам'ятник Енгельсу Ф. | Харківська скульптурна фабрика 1957 р.                                     | Погруддя — 1,5 м, гіпс, постамент — 1,5 м, цегла, цемент | -<<-                       | № 13 від 12.01.81 р.                                                   |                                                                  |
| 13.   | 927                      | с. Гуринівка Великорогозянської с/р            | Братська могила радянських воїнів і пам'ятний знак воїнам-односельцям. Поховано 22 воїни. 1943 р., 1941—1945 рр.                                                                 | Харківська скульптурна фабрика 1952 р.                                     | Скульптура — 2,5 м, з/б постамент — 2,7 м, цегла, цемент | -<<-                       | № 61 від 25.01.72 р.                                                   | 25 м (Наказ управління культури і туризму від 10.09.09. № 234)   |
| 14.   | 2132                     | с. Гур'їв Козачок Гур'єво-Козачанської с/р     | Пам'ятний знак Поді П. і Руденку І. І., Героям Радянського Союзу. 1943 р. | Харківська скульптурна фабрика 1975 р.                                     | Стела — 3,0×1,5 м, цемент | -<<-                       | № 118 від 17.03.86 р.                                                  |                                                                  |
| 15.   | 923                      | с. Довжик Довжицької с/р, кладовище            | Могила трьох комунарів. 1919 р. | 1922 р.,1951 р.                                                            | Надгробок — 1,5×0,75×0,25 м, цегла, бетон | -<<-                       | № 61 від 25.01.72 р.                                                   |                                                                  |
| 16.   | 928                      | с. Довжик Довжицької с/р                       | Братська могила радянських воїнів і пам'ятний знак воїнам-односельцям. Поховано 193 воїни.1943 р., 1941—1945 рр.                                                                 | Харківська скульптурна фабрика 1950 р.,1990 р.                             | Скульптура — 2,5 м, з/б постамент – 2,0 м, цегла, цемент | -<<-                       | -<<-                                                                   | 25 м (Наказ управління культури і туризму від 10.09.09. № 234)   |
| 17.   | 952                      | -<<-                                           | Пам'ятник Стрижаку П. Г., Герою Радянського Союзу. 1943 р. | Харківська скульптурна фабрика 1967 р.                                     | Погруддя — 1,5 м, гіпс Постамент — 3,0 м, цегла, цемент | -<<-                       | -<<-                                                                   |                                                                  |
| 18.   |                          | с. Довжик Довжицької с/р.                      | Пам'ятний знак воїнам-визволителям. 1941—1945 рр. | 2001 р.                                                                    | Танк Т-34. Цегляний постамент | -<<-                       | Наказ УК ХОДА № 25 від 02.03.05 р.                                     |                                                                  |
| 19.   | 939                      | с. Карасівка Жовтневої с/р                     | Братська могила радянських воїнів. Поховано 33 воїни. 1943 р. | Харківська скульптурна фабрика 1952 р.                                     | Скульптура — 2,5 м, з/б Постамент 2,5 м, цегла, цемент | -<<-                       | № 61 від 25.01.72 р.                                                   | 25 м (Наказ управління культури і туризму від 10.09.09 р. № 234) |
| 20.   |                          |                                                | |                                                                            | |                            |                                                                        |                                                                  |
| 21.   | 953                      | с. Леміщине Писарівської с\р                   | Пам'ятник Чалому О. М. — Герою Радянського Союзу. 1941—1945 рр. | Харківська скульптурна фабрика 1967 р.                                     | Погруддя — 1,5 м, гіпс Постамент — 1,0 м, цегла, цемент | -<<-                       | № 61 від 25.01.72 р.                                                   |                                                                  |
| 22.   | 94                       | с. Литвинове Золочівської с/р                  | Братська могила робітників. 1919 р. | 1928 р., 1975 р.                                                           | Обеліск – 3,0 м, метал Постамент — цегла, цемент | -<<-                       | -<<-                                                                   |                                                                  |
| 23.   | 930                      | с. Лютівка Лютівської с/р                      | Братська могила радянських воїнів і пам'ятний знак воїнам-односельцям. Поховано 93 воїни. 1943 р., 1941—1945 рр.                                                                 | Харківська скульптурна фабрика 1951 р.                                     | Скульптура — 2,5 м, з/б Постамент — 3,2 м, цегла, цемент | -<<-                       | -<<-                                                                   | 25 м (Наказ управління культури і туризму від 10.09.09 р. № 234) |
| 24.   | 948                      | -<<-                                           | Пам'ятник Леніну В. І. 1870—1924 рр. | Харківська скульптурна фабрика 1948 р.                                     | Погруддя — 1,0 м, гіпс Постамент — 2,5 м, цегла, цемент | -<<-                       | -<<-                                                                   |                                                                  |
| 25.   |                          | -<<-                                           | Садибний будинок графа Клейнміхеля | XIX ст.                                                                    | Одноповерховий цегляний будинок | -<<-                       | .                                                                      |                                                                  |
| 26.   | 931                      | с. Мала Рогозянка Малорогозянської с/р         | Братська могила радянських воїнів. Поховано 34 воїни. 1943 р. | Харківська скульптурна фабрика 1951 р.                                     | Скульптура — 2,5 м, з/б Постамент — 2,7 м, цегла, цемент | -<<-                       | -<<-                                                                   | 25 м (Наказ управління культури і туризму від 10.09.09 р. № 234) |
| 27.   | 2133                     | с. Миронівка Жовтневої с/р                     | Пам'ятний знак воїнам-односельцям. 1941—1945 рр. | 1967 р.                                                                    | Висота — 2,0 м, цегла, цемент | -<<-                       | -<<-                                                                   |                                                                  |
| 28.   | 932                      | с. Одноробівка Одноробівської с/р              | Братська могила радянських воїнів. Поховано 30 воїнів. 1943 р. | Харківська скульптурна фабрика 1951 р.                                     | Скульптура — 2,5 м, з/б Постамент — 1,5×1,5 м, цегла, цемент | -<<-                       | -<<-                                                                   | 25 м (Наказ управління культури і туризму від 10.09.09 р. № 234) |
| 29.   | 954                      | с. Окіп Удянської с/р                          | Пам'ятник Матлаєву О. І. — Герою Радянського Союзу 1941—1945 рр. | Харківська скульптурна фабрика 1967 р.                                     | Погруддя – 1,0 м гіпс Постамент — 1,8×0,7×0,7 м, цегла, цемент | -<<-                       | -<<-                                                                   |                                                                  |
| 30.   | 332                      | с. Олександрівка Олександрівської с/р          | Братська могила радянських воїнів і пам'ятний знак воїнам-односельцям. Поховано 78 воїнів. 1943 р. 1941—1945 рр.                                                                 | Харківська скульптурна фабрика 1951 р.                                     | Скульптура — 2,5 м, з/б Постамент — 1,5 м, цегла, цемент | -<<-                       | -<<-                                                                   | 25 м (Наказ управління культури і туризму від 10.09.09 р. № 234) |
| 31.   | 1682                     | -<<-                                           | Могила Васильченка В., піонера. 1933 р. | Харківська скульптурна фабрика 1975 р.                                     | Плита — 1,3×0,8×0,2 м, граніт | Місцева                    | № 13 від 12.01.81 р.                                                   |                                                                  |
| 32.   | 942                      | -<<-                                           | Пам'ятник Леніну В. І. 1870—1924 рр. | Харківська скульптурна фабрика 1948 р.                                     | Скульптура — 6,0 м, з/б Постамент — 2,0 м, цегла, цемент | -<<-                       | № 61 від 25.01.72 р.                                                   |                                                                  |
| 33.   | 1686                     | -<<-                                           | Пам'ятник Васильченку В., піонеру | Скульптор Приходько 1975 р.                                                | Погруддя — 1,5 м, граніт Постамент — з/б, цегла | -<<-                       | № 13 від 12.01.81 р.                                                   |                                                                  |
| 34.   | 945                      | с. Орішанка Золочівської с/р                   | Пам'ятник воїнам-односельцям. 1941—1945 рр. | 1967 р.                                                                    | Обеліск — 3,0 м, цегла, цемент | -<<-                       | № 61 від 25.01.72 р.                                                   |                                                                  |
| 35.   | 934                      | с. Петрівка Одноробівської с/р                 | Братська могила радянських воїнів і пам'ятний знак воїнам-односельцям. Поховано 12 воїнів. 1943 р. 1941—1945 рр.                                                                 | Харківська скульптурна фабрика 1951 р.                                     | Скульптура — 2,5 м, з/б Постамент — 3,0 м, цегла, цемент | -<<-                       | -<<-                                                                   | 25 м (Наказ управління культури і туризму від 10.09.09 р. № 234) |
| 36.   | 935                      | с. Писарівка Писарівської с/р                  | Братська могила радянських воїнів і пам'ятний знак воїнам-односельцям. Поховано 91 воїна. 1943 р. 1941—1945 рр.                                                                  | Харківська скульптурна фабрика 1952 р.                                     | Скульптура — 2,5 м, з/б Постамент — 1,5 м, цегла, цемент | -<<-                       | -<<-                                                                   | 25 м (Наказ управління культури і туризму від 10.09.09 р. № 234) |
| 37.   | 950                      | -<<-                                           | Пам'ятник Фрунзе М. В. — радянському партійному, державному та військовому діячеві. 1885—1925 рр.                                                                                | Харківська скульптурна фабрика 1967 р.                                     | Погруддя — 1,5 м, з/б. Постамент — 2,5 м, цегла, цемент | -<<-                       | -<<-                                                                   |                                                                  |
| 38.   | 1681                     | с. Рясне Писарівської с/р                      | Братська могила радянських воїнів. Поховано 17 воїнів. 1943 р. | Харківська скульптурна фабрика 1967 р., 1975 р.                            | Скульптура — 2,5 м, з/б Постамент — 3,0 м, цегла, цемент | -<<-                       | № 13 від 12.01.81 р.                                                   | 25 м (Наказ управління культури і туризму від 10.09.09 р. № 234) |
| 39.   | 936                      | с. Світличне Світличненської с/р               | Братська могила радянських воїнів. Поховано 36 воїнів. 1943 р. | Харківська скульптурна фабрика 1952 р.                                     | Скульптура — 2,5 м, з/б постамент — 2,5 м, цегла, цемент | -<<-                       | № 61 від 25.01.72 р.                                                   | 25 м (Наказ управління культури і туризму від 10.09.09 р. № 234) |
| 40.   | 955                      | -<<-                                           | Пам'ятник Світличному Т. І. — Герою Радянського Союзу. 1941—1945 рр. | Харківська скульптурна фабрика 1967 р.                                     | Погруддя — 1,0 м, з/б. Постамент — 1,8×0,7×0,7 м, цегла, цемент | -<<-                       | № 61 від 25.01.72 р.                                                   |                                                                  |
| 41.   | 937                      | с. Сковородинівка Великорогозянської с/р       | Братська могила радянських воїнів і пам’ятний знак воїнам-односельцям. Поховано 94 воїни. 1943 р. 1941—1945 рр.                                                                  | Харківська скульптурна фабрика 1954 р.                                     | Скульптура — 2,5 м, з/б Постамент — 1,5×1,5 м, цегла, цемент | -<<-                       | -<<-                                                                   | 25 м (Наказ управління культури і туризму від 10.09.09 р. № 234) |
| 42.   | 941                      | -<<-                                           | Меморіальний комплекс Сковороди Г.С. — українського філософа, просвітителя, кінець XVIII ст. (Садиба та місце поховання Г. Сковороди)                                            |                                                                            | | Національна                | Постанова Кабінету Міністрів України № 1761 від 27.12.01 р.            |                                                                  |
| 43.   | 941/а                    | -<<-                                           | Будинок, у якому жив і помер Сковорода Г. С. друга половина XVIII ст. |                                                                            | Будинок одноповерховий, цегла Меморіальна таблиця — мармур | -<<-                       | № 61 від 25.01.72 р.                                                   |                                                                  |
| 44.   | 941/б                    | -<<-                                           | пам’ятне місце під дубом. кінець XVIII ст. | Скульптори Жуковська Л. І. та Сова Д. Г.                                   | Стела — 2,15×0,63×0,63 м, граніт | -<<-                       | № 61 від 25.01.72 р.                                                   |                                                                  |
| 45.   | 941/в                    | -<<-                                           | могила Сковороди Г. С. 1794 р. | Скульптори Жуковська Л. І. та Сова Д. Г. 1972 р.                           | Глиба — 0,75 м. Плита — 3,5×2,2×0,24 м, граніт | -<<-                       | Пост. Рада Міністрів УРСР № 711 від 21.07.65 р.                        |                                                                  |
| 46.   | 941/г                    | -<<-                                           | пам’ятник Сковороді Г. С. кінець XVIII ст. | Скульптор Кавалерідзе І. П., архітектор Гнєздилов В. Г. 1972 р.            | Погруддя — 0,96 м, бронза Постамент — 2,75 м, граніт | -<<-                       | № 61 від 25.01.72 р.                                                   |                                                                  |
| 47.   |                          | -<<-                                           | Частина поміщицької садиби, де бував Г. С. Сковорода — комора. II половина XIX ст.                                                                                               | Мицай Н. І., директор ОКЗ «Літературно-меморіальний музей Г. С. Сковороди» | Дерево (дуб), цегла | -<<-                       | Наказ управління культури і туризму № 394 від 20.12.06 р.              |                                                                  |
| 48.   |                          | -<<-                                           | Частина поміщицької садиби, де бував Г. С. Сковорода — будинок контори. 1865 р.                                                                                                  | Мицай Н. І., директор ОКЗ «Літературно-меморіальний музей Г. С. Сковороди» | Цегла, тиньк, шифер. | -<<-                       | Наказ управління культури і туризму № 394 від 20.12.06 р.              |                                                                  |
| 49.   | 938                      | с. Сміле Великорогозянської с/р                | Братська могила радянських воїнів. Поховано 13 воїнів. 1943 р. | Харківська скульптурна фабрика 1975 р.                                     | Обеліск — 1,5 м, граніт Постамент — цегла, цемент | Місцева                    | № 61 від 25.01.72 р.                                                   | 25 м (Наказ управління культури і туризму від 10.09.09 р. № 234) |
| 50.   | 946                      | с. Сотницький Козачок Гур'єво-Козачанської с/р | Пам'ятник воїнам-односельцям. 1941—1945 рр. | Харківська скульптурна фабрика 1975 р.                                     | Обеліск — 1,7×1,8×1,0 м, цегла, цемент | -<<-                       | -<<-                                                                   |                                                                  |
| 51.   | 2134                     | -<<-                                           | Пам'ятний знак Кузнецову Є. І. — Герою Радянського Союзу. 1941—1945 рр. | Харківська скульптурна фабрика 1975 р.                                     | 3,0×15,0 м, цегла, цемент | -<<-                       | № 118 від 17.03.86 р.                                                  |                                                                  |
| 52.   | 939                      | с. Уди Удянської с/р                           | Братська могила радянських воїнів, серед яких похований Угловський М. — Герой Радянського Союзу, і пам'ятний знак воїнам-односельцям. Поховано 100 воїнів. 1943 р. 1941—1945 рр. | Харківська скульптурна фабрика 1973 р.                                     | Скульптура — 2,5 м, з/б Постамент — 2,7 м, цегла, цемент | -<<-                       | № 61 від 25.01.72 р.                                                   | 25 м (Наказ управління культури і туризму від 10.09.09 р. № 234) |
| 53.   | 940                      | с. Феськи Феськівської с/р                     | Братська могила радянських воїнів. Поховано 82 воїни. 1943 р. | Харківська скульптурна фабрика 1950 р.                                     | Скульптура — 2,5 м, з/б Постамент — 2,5 м, цегла, цемент | -<<-                       | -<<-                                                                   | 25 м (Наказ управління культури і туризму від 10.09.09 р. № 234) |
| 54.   | 942                      | с. Цапівка Лютівської с/р                      | Братська могила радянських воїнів і пам'ятний знак воїнам-односельцям. Поховано 12 воїнів. 1943 р. 1941—1945 рр.                                                                 | Харківська скульптурна фабрика 1952 р., 1975 р.                            | Скульптура — 2,5 м, з/б Постамент — 2,5 м, цегла, цемент | -<<-                       | -<<-                                                                   | 25 м (Наказ управління культури і туризму від 10.09.09 р. № 234) |
| 55.   | 943                      | с. Чорноглазівка Жовтневої с/р                 | Братська могила радянських воїнів і пам'ятний знак воїнам-односельцям. Поховано 136 воїнів. 1943 р. 1941—1945 рр.                                                                | Харківська скульптурна фабрика 1952 р.                                     | Скульптура — 2,5 м, з/б Постамент — 2,5 м, цегла, цемент | -<<-                       | -<<-                                                                   | 25 м (Наказ управління культури і туризму від 10.09.09 р. № 234) |
|       |                          |                                                | |                                                                            | |                            |                                                                        |                                                                  |